# Pam Nordheim
Pam Nordheim (ur. ok 1960 w Bemidji) – amerykańska biathlonistka. W Pucharze Świata zadebiutowała w sezonie 1984/1985. W zawodach tego cyklu jeden raz stanęła na podium: 26 stycznia 1985 roku w Anterselvie zwyciężyła w biegu indywidualnym. Wyprzedziła tam Waletinę Michajłową Bułgarii oraz swoją rodaczkę, Pam Weiss. W 1985 roku wystąpiła na mistrzostwach świata w Egg, zajmując 20. miejsce w biegu indywidualnym i 15. w sprincie. Podczas rozgrywanych rok później mistrzostw świata w Falun zajęła 21. miejsce w biegu indywidualnym, 17. w sprincie oraz siódme w sztafecie. Była też między innymi dziewiąta w sztafecie na mistrzostwach świata w Chamonix w 1988 roku. Nigdy nie wystartowała na igrzyskach olimpijskich.

## Osiągnięcia

### Mistrzostwa świata
| Rok  | Miejscowość | Konkurencje | Konkurencje | Konkurencje | Konkurencje | Konkurencje | Konkurencje | Konkurencje |
| Rok  | Miejscowość | IN          | SP          | PU          | MS          | RL          | MR          | SR          |
| ---- | ----------- | ----------- | ----------- | ----------- | ----------- | ----------- | ----------- | ----------- |
| 1985 | Egg         | 20.         | 15.         | nd.         | nd.         | –           | nd.         | –           |
| 1986 | Falun       | 21.         | 17.         | nd.         | nd.         | 7.          | nd.         | –           |
| 1987 | Lahti       | 16.         | 23.         | nd.         | nd.         | –           | nd.         | –           |
| 1988 | Chamonix    | 35.         | 25.         | nd.         | nd.         | 9.          | nd.         | –           |

### Puchar Świata

#### Miejsca w klasyfikacji generalnej
| Sezon     | Miejsce |
| --------- | ------- |
| 1984/1985 | ?       |
| 1985/1986 | ?       |
| 1986/1987 | ?       |
| 1987/1988 | ?       |
| 1990/1991 | ?       |
| 1991/1992 | ?       |

#### Miejsca na podium chronologicznie
| Lp. | Dzień       | Rok  | Miejscowość | Konkurencja                | Lokata | Pudła | Czas biegu | Strata | Zwycięzca |
| --- | ----------- | ---- | ----------- | -------------------------- | ------ | ----- | ---------- | ------ | --------- |
| 1.  | 26 stycznia | 1985 | Anterselva  | Bieg indywidualny na 15 km | 1.     | ?     | 51:11,0    | –      | –         |